# Carlo Cugnasca
Carlo Cugnasca (Como, Itália  ? – Tobruk, Líbia, 14 de abril de 1941) foi um aviador e militar italiano, alcançando o posto de Tenente-piloto.
Era piloto de testes da FIAT e bastante popular na Itália no começo da Segunda Guerra[carece de fontes?], sendo conhecido por ser impetuoso e alegre.
Notabilizou-se por ser o primeiro aviador a entregar um caça Fiat G.50 (Número de série FA 34) durante a guerra travada pela Finlândia contra a URSS, em voo realizado em 25 de fevereiro de 1940 de Göteborg a Trollhättan.
Atuou também na frente com a França pilotando o caça Fiat CR 32 em missões noturnas.[carece de fontes?]
Participou do “Corpo Aereo Italiano (CAI)”  como voluntário na Batalha da Grã-Bretanha. Integrava o 20° Gruppo, equipado com caças G.50, a partir do aeroporto de Maldegen na Bélgica.
Posteriormente foi designado para o Norte da África (155° Gruppo Caccia). Em 9 de abril de 1941 reivindicou aquela que seria uma das primeiras vitórias aéreas italianas naquela frente, quando combateu três caças Hawker Hurricanes do 73º Fighter Squadron -  RAF. Porém, esta vitória não foi confirmada.
Em 14 de abril de 1941 partiu para um voo de reconhecimento pilotando um caça Fiat G50 nos arredores de Tobruk e não retornou. Os seus restos mortais e seu avião nunca foram encontrados. [carece de fontes?] Quando faleceu era noivo da atriz italiana Alida Valli.